# Estádio Municipal Manoel Moreira
Estádio Manoel Moreira – stadion piłkarski, w Capela, Alagoas, Brazylia, na którym swoje mecze rozgrywa klub Centro Sportivo Capelense.